# Gouvernement De Gasperi III
 (septembre 2023).
Si vous disposez d'ouvrages ou d'articles de référence ou si vous connaissez des sites web de qualité traitant du thème abordé ici, merci de compléter l'article en donnant les références utiles à sa vérifiabilité et en les liant à la section « Notes et références ».
République italienne
De Gasperi II De Gasperi IV
Le gouvernement De Gasperi III (en italien : Governo De Gasperi III) est le 2e gouvernement de la République italienne entre le 2 février et le 31 mai 1947, sous l'Assemblée constituante.

## Historique
Ce gouvernement est dirigé par le président du Conseil des ministres démocrate chrétien sortant Alcide De Gasperi. Il est constitué et soutenu par une coalition entre la Démocratie chrétienne (DC), le Parti socialiste italien (PSI), le Parti communiste italien (PCI) et le Parti démocrate du travail (PDL). Ensemble, ils disposent de 435 députés sur 556, soit 78,2 % des sièges de l'Assemblée constituante.
Il est formé à la suite de la rupture de la majorité parlementaire formée en juillet 1946.
Il succède donc au gouvernement De Gasperi II, premier gouvernement de la République, constitué de la Démocratie chrétienne, du Parti socialiste, du Parti communiste, du Parti républicain italien (PRI) et du Parti libéral italien (PLI).

### Formation
Après que le Parti socialiste des travailleurs italiens (PSLI) a fait scission du PSI puis que le Parti républicain a déclaré vouloir former avec celui-ci un grand parti et se retirer du gouvernement, Alcide De Gasperi remet le 20 janvier 1947 sa démission au chef provisoire de l'État Enrico De Nicola, bien que le Parti communiste ait fait part de son opposition à une crise ministérielle.
De nouveau chargé de former le gouvernement italien, Alcide De Gasperi constitue une majorité parlementaire un peu moins large puisqu'il exclut le PRI et le Parti libéral, tout en incluant le Parti démocrate du travail, à la représentation plus faible. La nouvelle équipe ministérielle, réduite 16 membres en incluant le président du Conseil, est assermentée le 3 février ; à cette occasion, les ministères de la Guerre, de l'Aéronautique et de la Marine militaire sont unifiés en un seul ministère de la Défense.
Lors du vote de confiance le 25 février, l'Assemblée constituante apporte son soutien au nouvel exécutif par 292 voix pour et 102 contre.

### Succession
Le 30 avril, moins de deux mois après l'énonciation de la « doctrine Truman » contre l'expansion du communisme soviétique, le président du Conseil des ministres affirme lors d'une réunion gouvernementale que l'alliance DC-PCI-PSI n'est plus à même de gouverner seule le pays et qu'elle doit intégrer un « quatrième parti » qui serait composé de la classe moyenne et du monde des affaires. Alcide De Gasperi fait savoir cinq jours plus tard aux secrétaires du Parti socialiste Pietro Nenni et du Parti communiste Palmiro Togliatti que leur coalition ne correspond plus aux exigences du pays.
Le chef du gouvernement remet sa démission et celle de son gouvernement au chef provisoire de l'État le 13 mai. Il présente deux semaines plus tard son quatrième gouvernement qui réunit uniquement la Démocratie chrétienne et le Parti libéral avec le soutien de partis centristes, mettant de facto un terme à l'alliance anti-fasciste établie depuis 1943 au sein du Comité de libération nationale (CLN).

## Composition
- Les nouveaux ministres sont indiqués en gras, ceux ayant changé d'attributions en italique.

| Poste                                                              | Titulaire | Titulaire                                 | Parti |
| ------------------------------------------------------------------ | --------- | ----------------------------------------- | ----- |
| Président du Conseil des ministres Ministre de l'Afrique italienne |           | Alcide De Gasperi                         | DC    |
| Ministres                                                          |           |                                           |       |
| Ministre des Affaires étrangères                                   |           | Carlo Sforza                              | Ind.  |
| Ministre de l'Intérieur                                            |           | Mario Scelba                              | DC    |
| Ministre des Grâces et de la Justice                               |           | Fausto Gullo                              | PCI   |
| Ministre des Finances et du Trésor                                 |           | Pietro Campilli                           | DC    |
| Ministre de la Défense                                             |           | Luigi Gasparotto (à partir du 14/02/1947) | PDL   |
| Ministre de l'Industrie et du Commerce                             |           | Rodolfo Morandi                           | PSI   |
| Ministre du Commerce extérieur                                     |           | Ezio Vanoni                               | DC    |
| Ministre de l'Agriculture et des Forêts                            |           | Antonio Segni                             | DC    |
| Ministre des Travaux publics                                       |           | Emilio Sereni                             | PCI   |
| Ministre du Travail et de la Sécurité sociale                      |           | Giuseppe Romita                           | PSI   |
| Ministre des Transports                                            |           | Giacomo Ferrari                           | PCI   |
| Ministre de la Marine marchande                                    |           | Salvatore Aldisio                         | DC    |
| Ministre des Postes et des Télécommunications                      |           | Luigi Cacciatore                          | PSI   |
| Ministre de l'Éducation                                            |           | Guido Gonella                             | DC    |